# Pictorina kobarina
Pictorina kobarina is een rechtvleugelig insect uit de familie krekels (Gryllidae). De wetenschappelijke naam van deze soort is voor het eerst geldig gepubliceerd in 1983 door Daniel Otte en Richard D. Alexander.
Deze soort komt voor in de bergen ten westen van Townsville (Queensland). Ze is uiterlijk bijna niet te onderscheiden van Pictorina bullawarra, maar ze heeft een aparte zang.